# Late (Tonga)
Late ist eine unbewohnte Vulkaninsel im Pazifik, die zum Königreich Tonga gehört. Die annähernd kreisförmige Insel liegt entlang des vulkanischen Tofua-Inselbogens, etwa 55 Kilometer südwestlich der Insel Vavaʻu. Sie hat einen Durchmesser zwischen 4,4 und 5,3 Kilometern sowie eine Fläche von 18,5 km², nach anderen Angaben 17,4 km². Sie besitzt einen 400 Meter breiten und 140 Meter tiefen Vulkankrater mit einem episodischen See. Der größtenteils unter Wasser liegende, aus Basalt und Andesit bestehende Stratovulkan steigt rund 1500 Meter vom Meeresgrund auf. Sein kegelförmiger Gipfel ragt 540 Meter über den Meeresspiegel. Am Gipfel des Kraters, in den Hochebenen rund 100 bis 150 Meter nördlich und westlich des Kraters lassen sich mehrere Schlackenkegel finden. Im Nordosten der Insel befindet sich eine Grabenstruktur mit zwei Pitkratern, von denen der eine teilweise mit einem Salzwassersee gefüllt ist. In historischer Zeit kam es 1790 und 1854 zu Vulkanausbrüchen. Beide Eruptionen ereigneten sich im Nordosten der Insel, wobei möglicherweise Lavaströme entstanden.
Bis Mitte des 19. Jahrhunderts war die Insel besiedelt; Nachfahren der Bewohner leben heute auf der Insel Hunga in der Vavaʻu-Gruppe. Vor 1991 wurden vor allem im Nordwesten der Insel Kava-Pflanzungen angelegt. Gelegentlich hielten sich kleinere Gruppen von Menschen auf der Insel auf, um in den Pflanzungen zu arbeiten.
Late ist eine der wenigen Inseln im Südpazifik, die noch eine etwas stabilere Population an Purpurschultertauben aufweist. Diese Art wird von der IUCN als gefährdet (vulnerable) eingestuft.